# Federación Chilena de Instituciones Femeninas
La Federación Chilena de Instituciones Femeninas (FECHIF) fue una organización política chilena de carácter feminista existente desde 1944 a 1949. La organización trabajó en aumentar los derechos civiles de las mujeres en Chile. Su integración consistió en diversas organizaciones femeniles y representantes de distintos partidos políticos. Junto con el Primer Congreso Nacional de Mujeres, el rol del FECHIF impulsó la lucha por la obtención de los derechos políticos y civiles de las mujeres.

## Contexto
El periodo comprendido entre 1930 y 1940 fue uno con una intensa actividad de las organizaciones femeninas. La primera mitad del siglo XX en Chile, donde esta federación se irá conformando, estará marcado por una organización progresiva de mujeres en el país a partir del año 1944, insertado en un contexto mundial donde las mujeres irán tomando cada vez más protagonismo.
Otro antecedente es la fundación del Movimiento Pro-Emancipación de las Mujeres de Chile (MEMCH) en 1935, que tenía como objetivo la organización y creación de una conciencia progresista en el país. Esta institución fomentará y participará activamente en asuntos de la FECHIF.

## Objetivos e ideales
A pesar de que en 1931 se dicta una ley que habilita a la mujer para votar en los elecciones municipales y aunque candidatas mujeres resultaron elegidas se trata de un voto restringido y casi de carácter experimental. Esto fue apenas una antesala para lograr conseguir el voto amplio para las mujeres chilenas. En enero de 1941, el presidente Pedro Aguirre Cerda, junto con la FECHIF, presentó ante el Senado un proyecto sobre el voto femenino, este proyecto redactado por Elena Caffarena y Flor Heredia nunca fue llevado a discusión.
Entre octubre y noviembre de 1944 se realizó el Primer Congreso Nacional de Mujeres, el cual fue fundamental para que se consolidara la unidad de todas las mujeres organizadas. Una de las consecuencias fundamentales de este congreso fue la creación de la Federación Chilena de Instituciones Femeninas (FECHIF). Uno de los objetivos principales de su formación fue luchar por todos los derechos políticos de las mujeres, principalmente la obtención del sufragio femenino. Uno de los obstáculos más grandes que tuvo esta organización, como muchas otras, fue no sólo la incomprensión de los gobernantes, sino la falta de respaldo masivo que tuvieron por parte de las mismas mujeres de la época.
Cabe destacar que a pesar de que en esta época todas las organizaciones femeninas tenían un discurso democrático, existía una diferencia entre las nociones de democracia entre las organizaciones, como es el caso del MEMCH y la FECHIF.

## Logros y debilitamiento
La FECHIF, en colaboración con otras organizaciones, se logró crear una conciencia colectiva en las mujeres. Esta conciencia difundió sin importar clase social o tendencia política, aunque cabe destacar que fue un movimiento liderado por mujeres de clase alta y media ilustradas. El impacto que dejó fue uno que perdurará por muchos años después, logrando así en 1949 el voto femenino en las elecciones presidenciales.
Sin embargo, en 1946, con la administración del Presidente Radical Gabriel González Videla La FECHIF se debilitó gravemente. Las tensiones provocadas por la polarización y la Guerra Fría llevaron al Presidente a tomar una  posición anticomunista dictando, en 1948, Ley de Defensa Permanente de la Democracia que proscribió al Partido Comunista. Esto produjo un gran quiebre en el FECHIF, tomando la decisión de expulsar la rama de izquierda. El MEMCH, quienes trabajaron paralelamente con la FECHIF,  desaprobó públicamente la expulsión arbitraria de las militantes y se retiró. Esta fuerte baja terminó por dividir permanentemente a la Federación, llevándola a su fin.